# František Navrkal (voják)
František Navrkal (1. června 1911 Bransouze – říjen 1938, poblíž Torijas Španělsko) byl český zedník a interbrigadista.

## Biografie

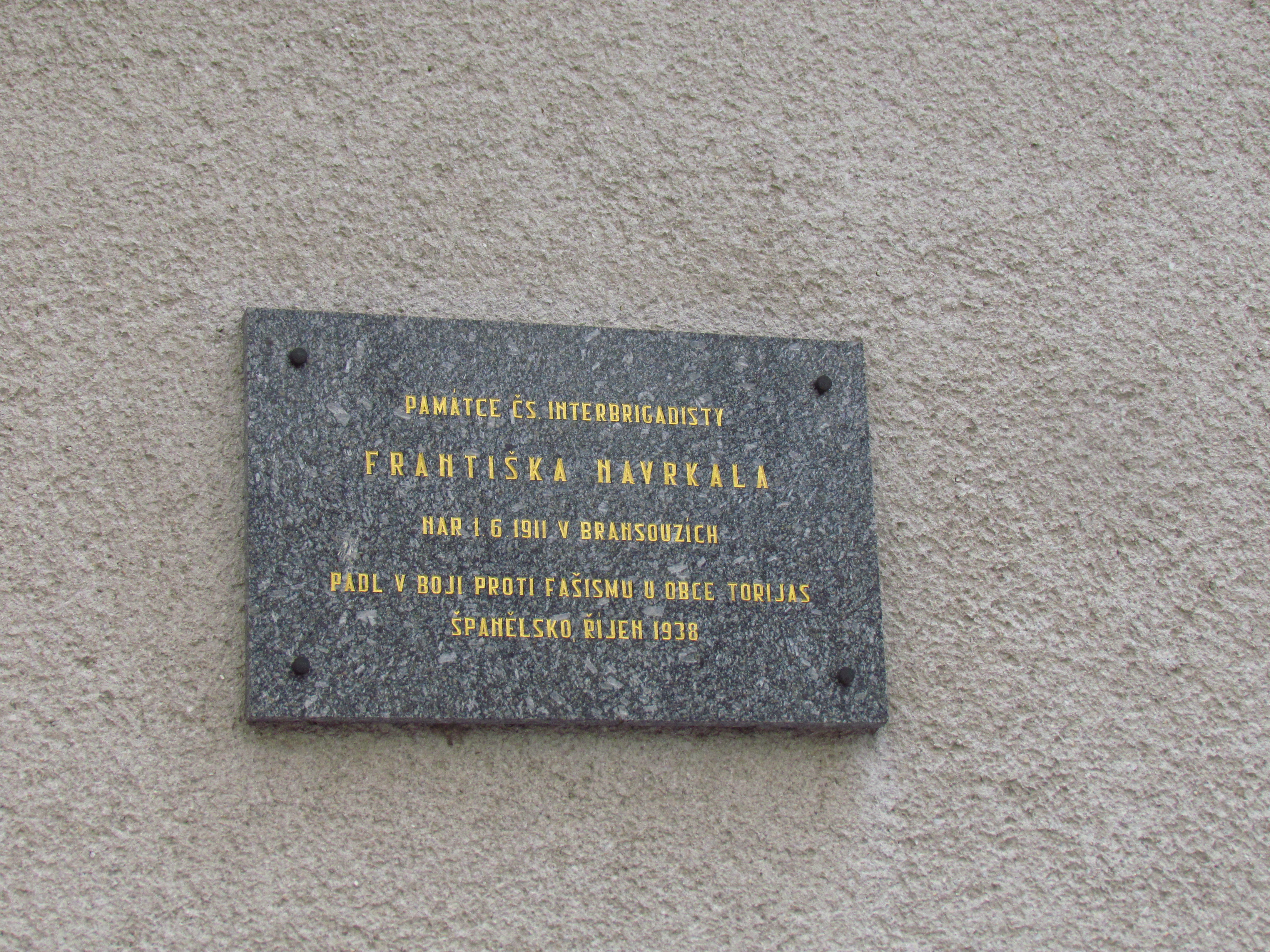
Pamětní deska v Bransouzích

František Navrkal se narodil v roce 1911 v Bransouzích, jeho otcem byl železniční dělník, měl 4 sourozence. Ve 14 letech nastoupil do učení na zedníka k firmě stavitele Skály v Okříškách. Později pracoval v Brně u Dělnického výrobního družstva živností stavebních. V roce 1937 se přes Paříž dostal do Španělska, kde se zúčastnil bojů španělské občanské války. V témže roce požádal o cestovní pas i jeho mladší bratr, který se pravděpodobně chtěl také zúčastnit bojů ve španělské občanské válce.
Podle Jana Krejčího měl bojovat v batalionu Dimitrov v Žižkově rotě, měl být kulometčíkem. Působil v bojové frontě u Jaramy a následně na levantsko-aragonské frontě, kde na počátku října roku 1938 zemřel. Bojoval spolu s Leopoldem Pokorným, který zemřel nedaleko Jaramy.
V roce 1989 byla Františkovi Navrkalovi v rodných Bransouzích odhalena pamětní deska.